# Trinoda necessitas

La trinoda necessitas (« obligation trois fois nouée » en latin) correspond aux trois services exigés de leurs sujets par les rois de l'Angleterre anglo-saxonne : l'entretien des ponts et chaussées, la construction et l'entretien des fortifications, et le service militaire au sein du fyrd. Du fait de l'importance de ces services pour le bon fonctionnement du royaume, les exemptions de trinoda necessitas sont très rares.
La plupart du temps, les chartes anglo-saxonnes mentionnent en toutes lettres les trois obligations. En fait, l'expression trinoda necessitas n'est attestée que dans une charte du roi Cædwalla de Wessex octroyant des terres à Wilfrid près de Pagham, dans le Sussex. Cette charte utilise le terme trimoda (« triple ») ; la forme plus courante trinoda (« trois fois noué ») est issue d'une mauvaise lecture de John Selden en 1610.